# Отвоцький повіт
Отвоцький повіт (пол. powiat otwocki) — один з 37 земських повітів Мазовецького воєводства Польщі.
Утворений 1 січня 1999 року в результаті адміністративної реформи.

## Загальні дані
Повіт знаходиться у центральній частині воєводства.
Адміністративний центр — місто Отвоцьк.
Станом на 1.01.2008 населення становить 117 555 осіб, площа 616,46 км².

## Демографія
Демографічні дані повіту станом на 30.06.2005:
|       | Всього  | Всього | Жінки  | Жінки | Чоловіки | Чоловіки |
| ----- | ------- | ------ | ------ | ----- | -------- | -------- |
|       | осіб    | %      | осіб   | %     | осіб     | %        |
| Повіт | 115 176 | 100    | 59 960 | 52,1  | 55 216   | 47,9     |
| Міста | 71 169  | 100    | 37 631 | 52,9  | 33 538   | 47,1     |
| Села  | 44 007  | 100    | 22 329 | 50,7  | 21 678   | 49,3     |